# David Aganzo
David Aganzo Méndez (* 10. Januar 1981 in Madrid) ist ein spanischer ehemaliger Fußballspieler.

## Spielerkarriere

### Real Madrid
Der gebürtige Madrilene David Aganzo stammt aus der Jugend des spanischen Rekordmeisters Real Madrid. Bei den Königlichen kam er in insgesamt fünf Jahren allerdings nur in vier Spielen zum Einsatz ohne je ein Tor zu erzielen. In dieser Zeit war er vier Mal an andere Vereine verliehen. Dennoch war er Teil der Mannschaft, die 2000 die UEFA Champions League im rein-spanischen Duell gegen den FC Valencia gewinnen konnte. In der Saison 2000/01 war er an den Zweitligisten FC Extremadura verliehen, wo er seine ersten Schritte im Profifußball machte. In 16 Spielen erzielte er fünf Tore. Anschließend bekam der katalanische Erstligist Espanyol Barcelona den Zuschlag für einen Transfer. Für Espanyol traf Aganzo allerdings in keinem Spiel und kam auch in der gesamten Saison nur auf elf Einsätze.
In der Spielzeit 2002/03 stand David Aganzo beim Erstligisten Real Valladolid unter Vertrag. Mit neun Toren in 30 Spielen konnte er überzeugen und erstmals auf sich aufmerksam machen. Mit seinem Team hielt er die Klasse. Für die Saison 2003/04 wurde David Aganzo wiederum an einen Zweitligisten ausgeliehen. Mit UD Levante erreichte er den Aufstieg in die erste Liga. Nicht nur für den Verein, sondern auch für ihn persönlich verlief die Saison gut, denn sie bedeutete mit neun Toren in 33 Spielen endgültig seinen Durchbruch im Profifußball.

### Racing Santander
Nachdem er das Limit an Leihjahren überschritten hatte, musste Real eine Entscheidung treffen. Entweder man würde den Stürmer endgültig in die erste Mannschaft aufnehmen oder ihn abgeben müssen. Letzteres war der Fall und so zog es David Aganzo zum Ligarivalen Racing Santander. Mit sieben Toren in 26 Spielen verlief seine erste Spielzeit ordentlich. Im zweiten Jahr spielte er schon nur noch in 17 Partien und traf nur noch drei Mal. Trotz eines Stammplatzes in der Hinrunde verließ er den Verein und wurde für ein halbes Jahr an den israelischen Erstligisten Beitar Jerusalem ausgeliehen. Für die Saison 2006/07 kehrte David Aganzo zu den Kantabriern zurück, spielte aber nur noch sechs Mal in dieser Saison (in der Rückrunde überhaupt nicht mehr).

### Die letzten Jahre
Im Sommer 2007 wechselte der unzufriedene Aganzo den Verein und ging zum spanischen Zweitligisten Deportivo Alavés. Bei den Basken konnte er an seine alte Form anknüpfen und insgesamt elf Saisontore erzielen.
Durch seine guten Leistungen empfahl er sich für den Ligakonkurrenten Rayo Vallecano, der ihn im Sommer 2008 unter Vertrag nahm. Auch dort konnte er sich in die Startelf spielen und drei Spielzeiten mehr als 70 Spiele absolvieren. In der Rückrunde der Saison 2010/11 jedoch konnte er nur noch selten überzeugen und verlor in der Folge seinen Stammplatz.
Dadurch wechselte Aganzo ein weiteres Mal innerhalb der Segunda División, dieses Mal zu Hercules Alicante. Im September 2012 wechselte er zu Aris Thessaloniki in die griechische Super League. Die letzte Station seiner Karriere war der CD Lugo, für den er noch 11 Mal in der Segunda División spielte und drei Tore erzielte.

### Nationalmannschaft
David Aganzo war Mitglied der spanischen U-21-Nationalmannschaft, die 1999 die Junioren-Fußballweltmeisterschaft gewann.

## Privatleben
David Aganzo ist mit der brasilianischen Fußballspielerin Milene Domingues verheiratet. Sie ist die Ex-Frau von Superstar Ronaldo.

## Erfolge
- UEFA Champions League: 1999/2000 mit Real Madrid
- Junioren-Fußballweltmeisterschaft: 1999 mit Spaniens U-21